# James Bailey (Dartspieler)
James Bailey (* 22. Oktober 1969 in Melbourne, Victoria) ist ein australischer Dartspieler.

## Karriere
James Bailey spielte erstmals 2011 auf der Darts Players Australia Pro Tour (kurz: DPA Pro Tour) mit. 2013 gewann er dort seinen ersten Titel. Nebenbei nahm er ebenfalls an den australischen Turnieren der World Darts Federation teil und erreichte zweimal das Finale. Er qualifizierte sich für den WDF Asia-Pacific Cup, wo er das Halbfinale erreichte.
Ein Jahr später gewann er mit dem Australian Masters sein erstes WDF-Turnier. Nachdem er in den folgenden zwei Jahren nur wenig Darts gespielt hatte, nahm er 2018 erstmals an der Q-School der PDC teil, kam dort aber an keinem Tag über die Letzten 64 hinaus. Er gewann zudem zwei DPA-Turniere und qualifizierte sich erstmals für das Melbourne Darts Masters, wo er in der ersten Runde mit 2:6 gegen Gary Anderson verlor.
Bei den Oceanic Masters Ende Oktober bezwang er im Finale Tim Pusey und qualifizierte sich erstmals für die PDC World Darts Championship 2019. Bei seinem Weltmeisterschaftsdebüt unterlag er dem Iren Steve Lennon mit 0:3. Wenige Wochen später versuchte er es erneut bei der Q-School, konnte sich jedoch auch dieses Mal keine Tourkarte erspielen.
Es folgten vier weitere Turniersiege auf der DPA Pro Tour und eine Teilnahme am Brisbane Darts Masters, wo er gegen Titelverteidiger Rob Cross nur knapp mit 5:6 ausschied. Beim Melbourne Darts Masters schied er wie im Jahr zuvor erneut gegen Anderson aus.
Als Drittplatzierter der DPA Pro Tour Order of Merit qualifizierte sich Bailey zum zweiten Mal für die Weltmeisterschaft 2021. Er verlor jedoch erneut sein Erstrundenmatch gegen Callan Rydz.
Bei der PDC Qualifying School 2021 erreichte Bailey die Final Stage. Dort gelang es ihm allerdings nicht, sich eine Tour Card zu sichern.
Ende Mai 2025 stand Bailey beim Sunshine State Classic im Halbfinale, verlor allerdings mit 0:4 gegen Raymond Smith.

## Weltmeisterschaftsresultate
- 2019: 1. Runde (0:3-Niederlage gegen  Steve Lennon)
- 2021: 1. Runde (3:1-Niederlage gegen  Callan Rydz)